# Целестин V
Свети папа Целестин V (на латински: Santo Papa Caelestinus V), роден Пиетро Анджеларио (на италиански: Piettro Angelario) е отшелник, избран за глава на католическата църква на 5 юли 1294 г. и според някои, първия папа отказал се от Папския престол по своя воля. След смъртта си е канонизиран за светец. Той е последния папа носещ името Целестин.

## Живот
Целестин V е италианец, роден близо до Изерния, Сицилианско кралство. Той постъпва в лоното на църквата, но вместо да се отдава на разкош и трупане на богатства, като повечето свещеници от онова време той се отдава на пост и става отшелник.
След смъртта на папа Николай IV, 12 кардинали се събират на конклав. В изборите има сблъсък на интереси, тъй като двете най-могъщи фамилии, Колона и Орсини са с почти равни гласове и никой не се доближава до исканите две трети (в този случай 8 гласа) от гласовете. След две години избори, никой от кандидатите за папския трон не се доближава до края. Повечето от кардиналите напускат конклава в Перуджа и се прибират в епархиите си. Така останалите 6 кардинали решават да изберат за папа монахът Пиедро Анджеларио (който не присъства на конклава). След това кардинал Колона отива в манастира на Анджеларио. Новоизбраният папа обаче не желае да приеме избора си, и дори се опитва да избяга. Все пак го склоняват да приеме избора си. Избора на отшелника Целестин V за папа е по-скоро компромис, за да се излезе от двегодишната патова ситуация.
Веднага след избора си, великия понтиф попада под властта на монарси и влиятелни духовници. Неговото управление продължава само 5 месеца – той подава оставка от папския престол.
Умира две години по-късно, във Ферентино, Папска държава. Обявен е за светец.